# Thomas County (Kansas)
Thomas County ist ein County im Bundesstaat Kansas der Vereinigten Staaten. Das U.S. Census Bureau hat bei der Volkszählung 2020 eine Einwohnerzahl von 7930 ermittelt.
Der Verwaltungssitz (County Seat) ist Colby.

## Geographie
Das County liegt fast im äußersten Nordwesten von Kansas, ist im Norden etwa 45 km von Nebraska, im Westen etwa 50 km von Colorado entfernt und hat eine Fläche von 2784 Quadratkilometern ohne nennenswerte Wasserfläche. Es grenzt im Uhrzeigersinn an folgende Countys: Rawlins County, Decatur County, Sheridan County, Gove County, Logan County und Sherman County.

## Geschichte
Thomas County wurde am 8. Oktober 1885 gebildet. Benannt wurde es nach George H. Thomas, einem Generalmajor der Nordstaaten im Amerikanischen Bürgerkrieg.
4 Bauwerke des Countys sind im National Register of Historic Places eingetragen (Stand 30. August 2017).

## Demografische Daten

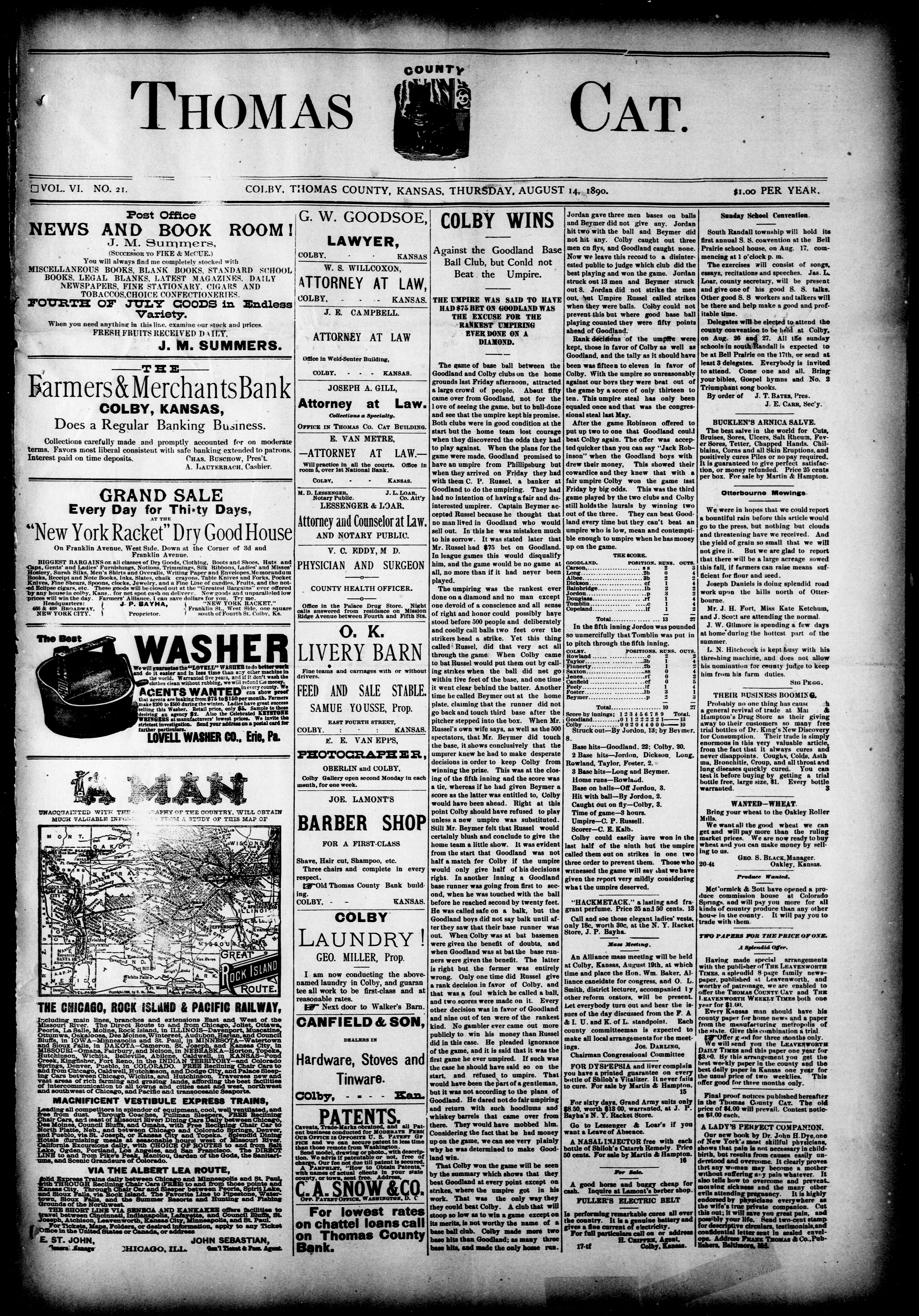
Lokalzeitung Thomas County Cat, Ausg. 14. August 1890

Nach der Volkszählung im Jahr 2000 lebten im Thomas County 8180 Menschen in 3226 Haushalten und 2125 Familien im Thomas County. Die Bevölkerungsdichte betrug 3 Einwohner pro Quadratkilometer. Ethnisch betrachtet setzte sich die Bevölkerung zusammen aus 97,14 Prozent Weißen, 0,43 Prozent Afroamerikanern, 0,33 Prozent amerikanischen Ureinwohnern, 0,27 Prozent Asiaten, 0,02 Prozent Bewohnern aus dem pazifischen Inselraum und 0,95 Prozent aus anderen ethnischen Gruppen; 0,86 Prozent stammten von zwei oder mehr Ethnien ab. 1,85 Prozent der Bevölkerung waren spanischer oder lateinamerikanischer Abstammung.
Von den 3226 Haushalten hatten 32,9 Prozent Kinder unter 18 Jahren, die mit ihnen gemeinsam lebten. 56,1 Prozent waren verheiratete, zusammenlebende Paare, 6,9 Prozent waren allein erziehende Mütter und 34,1 Prozent waren keine Familien. 28,4 Prozent aller Haushalte waren Singlehaushalte und in 11,7 Prozent lebten Menschen mit 65 Jahren oder darüber. Die Durchschnittshaushaltsgröße betrug 2,45 und die durchschnittliche Familiengröße betrug 3,04 Personen.
26,3 Prozent der Bevölkerung waren unter 18 Jahre alt. 13,5 Prozent zwischen 18 und 24 Jahre, 24,4 Prozent zwischen 25 und 44 Jahre, 21,2 Prozent zwischen 45 und 64 Jahre und 14,6 Prozent waren 65 Jahre alt oder älter. Das Durchschnittsalter betrug 35 Jahre. Auf 100 weibliche Personen kamen 94,6 männliche Personen. Auf 100 erwachsene Frauen ab 18 Jahren kamen 91,5 Männer.
Das jährliche Durchschnittseinkommen eines Haushalts betrug 37.034 USD, das Durchschnittseinkommen einer Familie betrug 45.931 USD. Männer hatten ein Durchschnittseinkommen von 33.833 USD, Frauen 21.310 USD. Das Prokopfeinkommen betrug 19.028 USD.
6,6 Prozent der Familien und 9,7 Prozent der Bevölkerung lebten unterhalb der Armutsgrenze.

## Orte im County
- Breton
- Brewster
- Brownville
- Colby
- Gem
- Halford
- Levant
- Menlo
- Mingo
- Oakley
- Rexford
- Spica

Townships
- Barrett Township
- East Hale Township
- Kingery Township
- Lacey Township
- Menlo Township
- Morgan Township
- North Randall Township
- Rovohl Township
- Smith Township
- South Randall Township
- Summers Township
- Wendell Township
- West Hale Township